# Agrotis inconspicua
Agrotis inconspicua là một loài bướm đêm trong họ Noctuidae.